# 베슬러이 송크
베슬러이 송크(네덜란드어: Wesley Sonck, 1978년 8월 9일 ~ )는 벨기에의 전 축구 선수이며, 포지션은 스트라이커였다.
1979년 주필러 리그의 RWD 몰렌베이크에서 프로 무대에 데뷔했으며, 이후 헤르미날 베이르스홋, KRC 헹크 등을 거치며 2002년과 2003년 득점왕을 연이어 차지함과 동시에 2002년 벨기에 프로축구상을 수상하는 등 좋은 활약을 지속하였다. 그 뒤 2003년 에레디비시의 AFC 아약스로 이적했으며, 이후 푸스볼-분데스리가의 보루시아 묀헨글라트바흐를 거쳐 클뤼프 브뤼허 KV에 입단해 벨기에 무대로 복귀하였다. 그 뒤 리르서 SK, 바슬란트-베베런을 거쳐 2014년 Appelterre-Eichem에서 은퇴를 선언하였다.
또한 2001년 벨기에 축구 국가대표팀에 데뷔한 뒤 2010년까지 총 55경기에서 24골을 득점하는 활약을 보였으며, 2002년 FIFA 월드컵에 국가대표팀의 일원으로 참가하였다.